# Абу Али аль-Мухассин ат-Танухи
Абу Али аль-Мухассин бен Али бен Мухаммад бен Дауд ат-Танухи (араб. أبو علي المحسن بن علي بن محمد بن داوود  التنوخي ; 
939, Басра — 994, Багдад) — арабский писатель.

## Биография
О жизни ат-Танухи известно сравнительно немного, главным образом, из биографического словаря Йакута ар-Руми и из словаря Ибн Халликана.
Родился в семье судьи. 
Получил хорошее образование.
Стал сторонником мутазилитов. 
С 960 года, унаследовав профессию отца, исполнял обязанности судьи в Басре, Багдаде, Ахвазе и в других городах Ирака и Ирана.
Получил известность как составитель антологий исторических и псевдоисторических анекдотов, афоризмов и сентенций: «Занимательные истории и примечательные события из рассказов собеседников» («نشوار المحاضرة وأخبار المذاكرة»), где освещается, главным образом, тема власти и др.
Широкую популярность получила книга «Облегчение после тягости» («الفرج بعد الشدة»), повествовавшая об испытаниях на пути к счастью, богатству или любви, которая в XVII веке была переведена на персидский и турецкий языки. 
Ему также приписывают антологию анекдотов «Избранное о делах щедрых» («المُستجاد من فعلات الأجواد») и сборник афоризмов из изречений представителей разных социальных слоёв «Категории мудрости» («عنوان الحكمة»).

## Издания на русском языке
- Занимательные истории и примечательные события из рассказов собеседников / Перевод И. М. Фильштинского.  — М.: «Наука», 1985.